# Oberland (historisches Preußen)

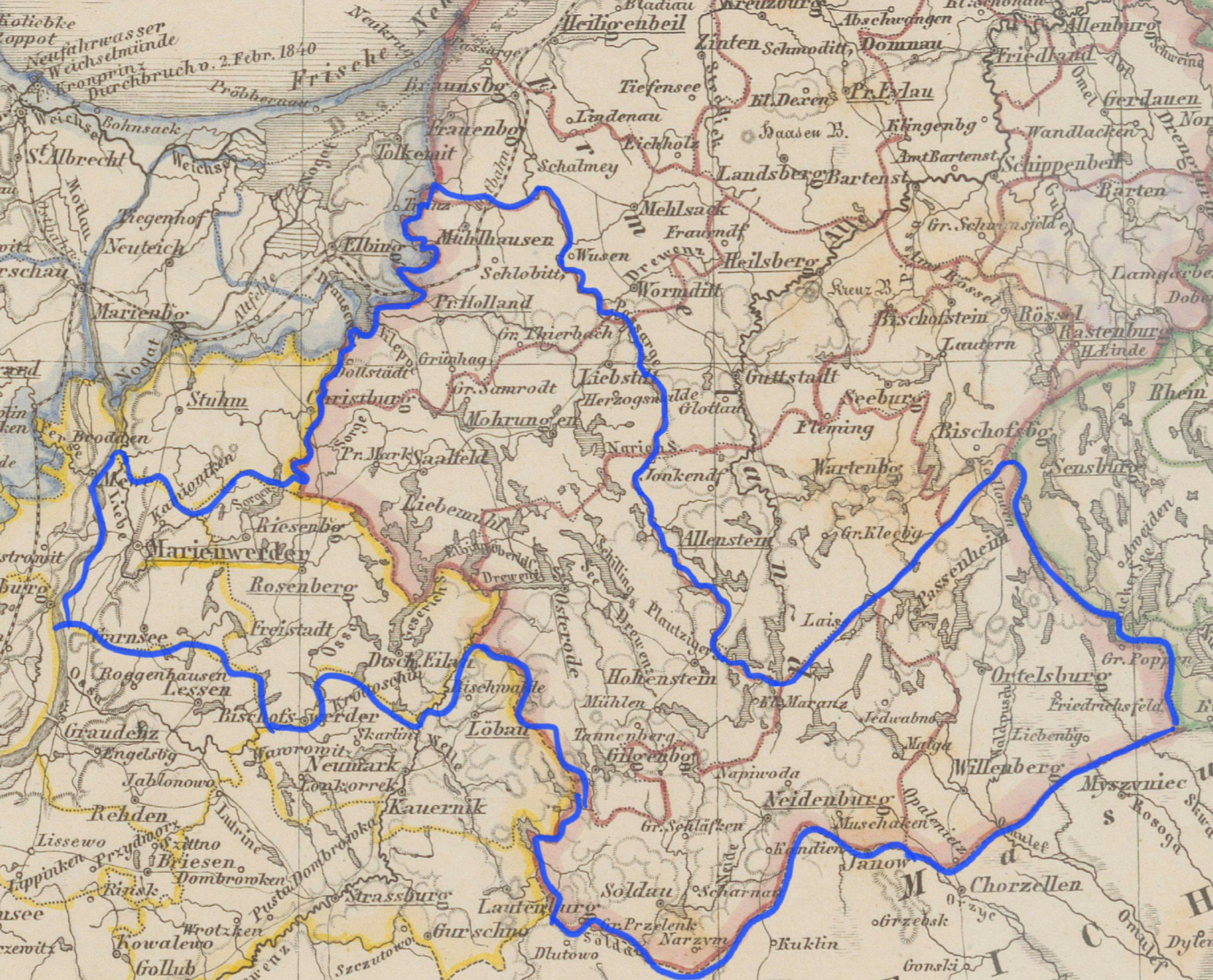
Oberland, Historische Grenzen, 1858

Das Oberland (polnisch Prusy Górne) war eine Region im historischen Preußen, heute in den polnischen Woiwodschaften Ermland-Masuren, Pommern und (nur Gmina Biskupiec)  Kujawien-Pommern gelegen. Der nordöstliche Teil des Oberlands umfasste die Kulturregion Hockerland, der südöstliche Teil gehörte zur Kulturregion Masuren und das westliche Gebiet zur Kulturregion Unteres Weichseltal (Powiśle). Die polnische Bezeichnung Prusy Górne („Oberpreußen“) wird hauptsächlich nur als historischer Fachbegriff genutzt.

## Geschichte

In der Bildmitte (rosa): Der Oberländische Kreis (1525–1752)

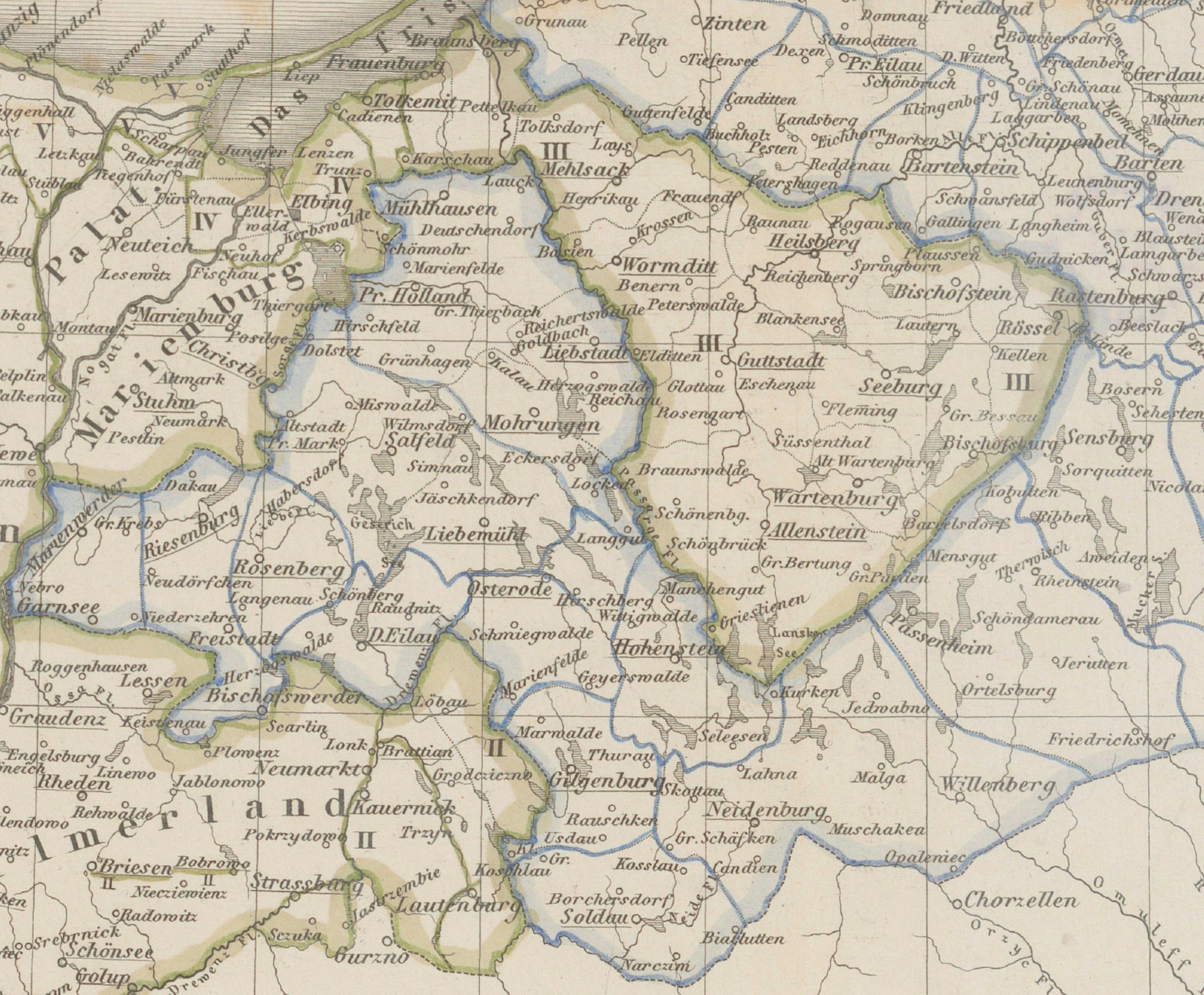
Oberland und Ermland, 1525–1772

Der Oberländische Kreis war einer von drei „Kreisen“, in die das Herzogtum Preußen ab 1525 unterteilt wurde. Hauptstadt des Kreises war Saalfeld. Der Oberländische Kreis umfasste den Teil im Südwesten des Herzogtums Preußen, der halbinselartig vom königlichen Preußen und von Masowien begrenzt wurde. Der Name Oberland sollte die Bezeichnungen Pomesanien und Pogesanien ersetzen, da das Kreisgebiet sowohl mit diesen historischen Landschaften wie auch mit dem Bistum Pomesanien nur teilweise deckungsgleich war. Dennoch wurde der Begriff Pomesanien zumindest für die evangelische Kirchenverwaltung des Kreises weiterverwendet (Pomesanisches Konsistorium Saalfeld). Der Oberländische Kreis gliederte sich in die zwölf Hauptämter: Preußisch Holland, Mohrungen, Liebstadt, Preußisch Mark, Liebemühl, Osterode, Hohenstein, Marienwerder, Riesenburg, Neidenburg, Soldau und Ortelsburg und die drei Erbämter: Rosenberg, Deutsch Eylau und Gilgenburg. Die drei Kreise wurden 1752 aufgelöst. Das Gebiet des bisherigen Oberländischen Kreises wurde auf drei Verwaltungseinheiten aufgeteilt, die ebenfalls Kreis genannt wurden: den Mohrunger, Marienwerder und Neidenburger Kreis.

## Geographie

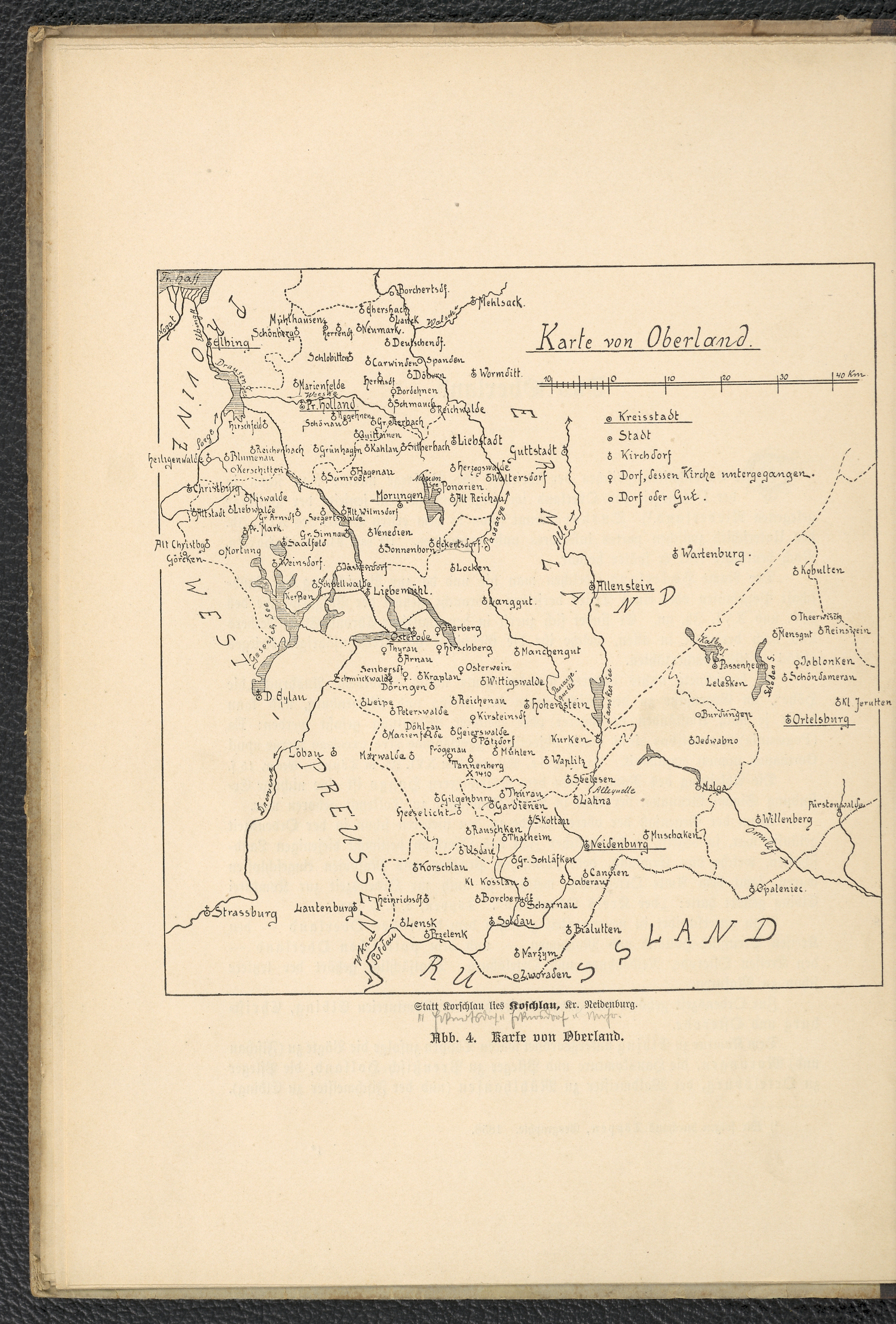
Handskizze der Landschaft Oberland, 1893

Das Oberland ist ein Teil des Baltischen Landrückens. Kennzeichnend sind bis zu 313 m hohe eiszeitliche Moränen (Kernsdorfer Höhen, höchste Erhebung der Landschaft Preußen). Das südliche Oberland wird durch die Eylauer Seenplatte geprägt. Wichtige Städte in dieser dünn besiedelten Region sind Pasłęk (Preußisch Holland), Morąg (Mohrungen), Miłakowo (Liebstadt), Olsztynek (Hohenstein), Ostróda (Osterode), Nidzica (Neidenburg), Działdowo (Soldau), Szczytno (Ortelsburg), Miłomłyn (Liebemühl), Młynary (Mühlhausen), Kisielice (Freystadt in Westpreußen), Kwidzyn (Marienwerder), Iława (Deutsch Eylau), Prabuty (Riesenburg), Susz (Rosenberg in Westpreußen) und Zalewo (Saalfeld in Ostpreußen). Ein touristischer Anziehungspunkt ist der Oberländische Kanal (Schiffseisenbahn von 1860).

## Kulturregion und Dialektgebiet Hockerland

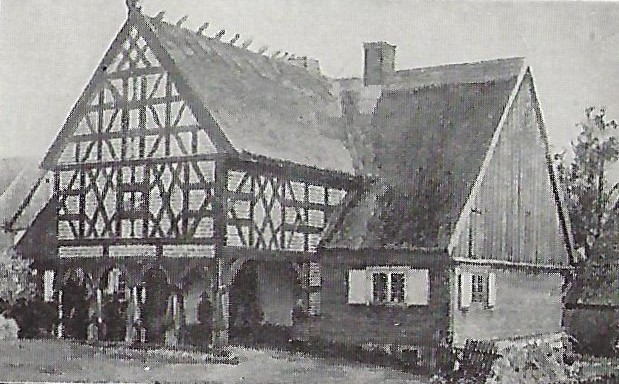
Oberländisches Bauernhaus in Kahlau

Als Kerngebiete des Oberlands (sog. Hockerland) galten bis 1945 die Landkreise Preußisch Holland und Mohrungen. Das Hockerland bildete im historischen Preußen eine eigene Kulturlandschaft, die sich durch ihren Dialekt, ihre evangelische Konfession und ihre Geschichte von den Nachbargebieten (Ermland, Masuren und Unteres Weichseltal) unterschied. Ottfried Graf von Finckenstein bezeichnete es als „die blonde Schwester Masurens“. Zu den landschaftlichen Besonderheiten gehörten der hölzerne Kratzenstock (hölzerner Teil eines Spinnrades), Grabpfosten (verzierte Stele) und keramische Paartöpfe mit einem gemeinsamen Tragegriff. Das südlich der Benrather Linie gelegene Hockerland bildete auch ein Dialektgebiet, das im 13. und 14. Jahrhundert von mitteldeutsch sprechenden Siedlern aus Thüringen und Obersachsen besiedelt wurde. Die Ortsnamen Mohrungen, Liebstadt und Mühlhausen erinnern an die Herkunftsgebiete der Siedler (Morungen, Liebstadt, Mühlhausen). Viele Ortsgründungen gingen auf den Komtur von Christburg Sieghard von Schwarzburg zurück, der ebenfalls aus Thüringen stammte. Durch das vom Deutschen Orden weitgehend unabhängig agierende Fürstbistum Ermland und später durch den konfessionellen Gegensatz zum Ermland bildete der Fluss Passarge über 500 Jahre die stabile Grenze zwischen dem Ermland und dem Hockerland, so dass sich zum Beispiel keine grenzüberschreitenden Heiratskreise entwickeln konnten. Somit entwickelte sich der Oberländische Dialekt, der sich vom Dialekt der Ermländer, welcher sich aus dem Schlesischen entwickelte, unterschied. Da sowohl das Oberländische wie das Ermländische (genauer: Breslausche) mitteldeutsche Dialekte sind, werden sie unter dem Begriff Hochpreußisch zusammengefasst. Nach den Vertreibungen 1945 sind der Dialekt und das evangelische Bekenntnis weggefallen, so dass eine Unterscheidung zu den Nachbarlandschaften kaum noch möglich ist.